# María José Poves Novella
María José Poves Novella (16 de març de 1978 en Saragossa) és una atleta espanyola. La seva especialitat és la marxa atlètica.
Compta al seu palmarès amb quatre campionats d'Espanya absoluts de 20 km marxa en ruta els anys 2005, 2007, 2010 i 2012] així com el subcampionat el 2006 i un tercer lloc el 2014. A més, també el 2006, es va proclamar a Saragossa campiona d'Espanya Absoluta de 10.000 metres marxa.
El 2008 va obtenir la vuitena plaça en la Copa del Món de Marxa Atlètica disputada a Cheboksary (Rússia), aconseguint la segona millor marca espanyola de la història en els 20 km marxa amb un temps de 1h:29:31. Posteriorment, en la Copa del Món de 2012, disputada a Saransk, es va alçar amb el tercer lloc, després de Laixmànova i Kanískina.
Va ser classificada pels Jocs Olímpics d'Atenes 2004, però no va poder acudir per una lesió. Es va classificar també pels Jocs Olímpics de Pequín 2008 en què es va quedar en el lloc 17. L'any 2012 va participar en els Jocs Olímpics de Londres 2012, també en aquesta ocasió acompanyada per María Vasco i Beatriz Pascual en els 20 km marxa, obtenint la dotzena posició en la seva segona participació en uns jocs olímpics.